# Кански филмски фестивал 2019.
Кански филмски фестивал одржан је од 14. до 25. маја 2019. године и представља 72. Кански филмски фестивал по реду. Мексички режисер Алехандро Гонзалез Ињариту је био председник жирија. Златна палма припала је јужнокорејском филму Паразит, редитеља Бонг Џун-хоа. Бонг је гако постао први корејски редитељ који је освојио награду.
Ансамбл зомби комедија америчког редитеља Џима Џармуша Мртви не умиру послужио је као уводни филм фестивала. Фестивал је одао почаст француској редитељки Ањес Варди, која је преминула у марту 2019. године, и која се налази на званичном постеру фестивала. Употребљена фотографија снимљена је током снимања њеног дебитантског филма La Pointe Courte (1955), који је касније приказан на Канском фестивалу.

## Судије

### Главно такмичење
- Алехандро Гонзалез Ињариту, мексички режисер, председник жирија[5]
- Енки Билал, француски писац, уметник и редитељ[6]
- Робин Кампиљо, француски режисер[6]
- Мајмуна Ендаје, сенегалска глумица[6]
- Ел Фенинг, америчка глумица[6]
- Јоргос Лантимос, грчки редитељ[6]
- Павел Павликовски, пољски режисер[6]
- Кели Рајхард, америчка режисерка[6]
- Алис Рохвахер, италијанска режисерка[6]

### Un Certain Regard
- Надин Лабаки, либанска редитељка, председница жирија[7]
- Марина Фоа, француска глумица[7]
- Нурхан Секерџи-Порст, немачки филмски продуцент[7]
- Лисандро Алонсо, аргентински редитељ[7]
- Лукас Донт, белгијски режисер[7]

### Златна камера
- Рити Пан, камбоџанско-француски редитељ, председник жирија[8]
- Алис Диоп, француска редитељка
- Сандрин Маркес, француска редитељка, ауторка и филмска критичарка
- Беноа Делом, француски сниматељ
- Николас Негелен, француски председник, директор Полисона

### Cinéfondation и кратки филмови
- Клер Дени, француска редитељка, председница жирија[9]
- Стејси Мартин, француско-британска глумица[9]
- Еран Колирин, израелски редитељ[9]
- Панос Х. Кутрас, грчки редитељ[9]
- Кателин Митулеску, румунски редитељ[9]

### Независни жирији

#### Међународна недеља критике
- Киро Гуера, колумбијски режисер, председник жирија[10]
- Амира Касар, француско-енглеска глумица
- Маријен Слот, француско-данска филмска продуцентица
- Дјиа Мамбу, белгијско-конгоански филмски новинар и критичар
- Јонас Карпињано, италијанско-амерички режисер

L'Œil d'or
- Јоланда Зуберман, француска редитељка, председница жирија[11]
- Роман Борингер, француска глумица и редитељ
- Ерик Каравака, француски глумац и редитељ
- Иван Жиру, директор кубанског филмског фестивала
- Рос Мекелви, амерички редитељ

#### Квир палма
- Виржини Ледоајен, француска глумица, председница жирија[12]
- Клер Дуже, француски сниматељ и редитељ
- Ки-Јон Ким, француски комичар
- Филипе Масембахер, бразилски редитељ
- Марсио Реолон, бразилски редитељ

## Званична селекција

### У конкуренцији
Следећи филмови су изабрани да се такмиче за Златну палму:
| Наслов                        | Оригинални наслов                 | Режисер(и)                              | Земља продукције                        |
| ----------------------------- | --------------------------------- | --------------------------------------- | --------------------------------------- |
| Атлантикс                     | Atlantique                        | Мати Диоп                               | Сенегал, Француска, Белгија             |
| Бакурау                       | Bacurau                           | Клебер Мендонса Фиљо, Жулијано Дорнелеш | Бразил                                  |
| Мртви не умиру (отварање)     | Мртви не умиру (отварање)         | Џим Џармуш                              | САД                                     |
| Френки                        | Френки                            | Ира Сакс                                | САД, Француска, Португал, Белгија       |
| Украдени живот                | Украдени живот                    | Теренс Малик                            | САД, Немачка                            |
| Мора да је рај                | Мора да је рај                    | Елија Сулејман                          | Француска, Канада                       |
| Мали Џо                       | Мали Џо                           | Џесика Хауснер                          | Аустрија, Немачка, Уједињено Краљевство |
| Матијас и Максим              | Matthias et Maxime                | Завијер Долан                           | Канада                                  |
| Јадници                       | Јадници                           | Лаџ Ли                                  | Француска                               |
| Мекто, моја љубави: интермецо | Мекто, моја љубави: интермецо     | Абделатиф Кечиче                        | Француска                               |
| Ох, милосрђе!                 | Roubaix, une lumière              | Арно Десплешин                          | Француска                               |
| Било једном у Холивуду        | Било једном у Холивуду            | Квентин Тарантино                       | САД, Уједињено Краљевство, Кина         |
| Бол и слава                   | Dolor y gloria                    | Педро Алмодовар                         | Шпанија                                 |
| Паразит                       | 기생충                            | Бонг Џун-хо                             | Јужна Кореја                            |
| Портрет даме у ватри          | Portrait de la jeune fille en feu | Селин Сијама                            | Француска                               |
| Сибил                         | Сибил                             | Џастин Трије                            | Француска                               |
| Извините, недостајете нам     | Извините, недостајете нам         | Кен Лоах                                | Уједињено Краљевство                    |
| Издајник                      | Il traditore                      | Марко Белокио                           | Италија                                 |
| Звиздачи                      | La Gomera                         | Корнелију Порумбоју                     | Румунија, Француска, Немачка            |
| Језеро дивљих гусака          | 南方车站的聚会                    | Дијао Јинан                             | Кина                                    |
| Млади Ахмед                   | Le Jeune Ahmed                    | Жан-Пјер Дарден, Лик Дарден             | Белгија                                 |

### Un Certain Regard
Следећи филмови су одабрани да се такмиче у секцији Un Certain Regard:
| Наслов                               | Оригинални наслов                         | Режисер(и)                      | Земља продукције               |
| ------------------------------------ | ----------------------------------------- | ------------------------------- | ------------------------------ |
| Адам                                 | Адам                                      | Марјам Тузани                   | Морокo                         |
| Beanpole (QP)                        | Дылда                                     | Кантемир Балагов                | Русија                         |
| Позната инвазија медведа на Сицилију | La famosa invasione degli orsi in Sicilia | Лоренцо Матоти                  | Француска, Италија             |
| Љубав мог брата                      | La Femme de mon frère                     | Монија Чокри                    | Канада                         |
| Бик                                  | Бик                                       | Ени Силверстајн                 | САД                            |
| The Climb (CdO)                      | The Climb (CdO)                           | Мајкл Ковино                    | САД                            |
| Ватра ће доћи                        | O que arde                                | Оливер Лакс                     | Шпанија, Француска, Луксембург |
| Слобода                              | Liberté                                   | Алберт Сера                     | Шпанија                        |
| Код куће                             | Evge                                      | Нариман Алијев                  | Украјина                       |
| Невидљиви живот Еуридике Гусмао      | A vida invisível de Eurídice Gusmão       | Карим Ајнуз                     | Бразил                         |
| Јованка Орлеанка                     | Jeanne                                    | Бруно Думонт                    | Француска                      |
| Нина Ву                              | 灼人秘密                                  | Миди З                          | Тајван                         |
| Соба 212                             | Chambre 212                               | Кристоф Оноре                   | Француска                      |
| Једном у Трубчевску                  | Однажды в Трубчевске                      | Лариса Садилова                 | Русија                         |
| Papicha                              | Papicha                                   | Монија Медур                    | Француска                      |
| Port Authority (CdO) (QP)            | Port Authority (CdO) (QP)                 | Данијел Лесовиц                 | САД                            |
| Лето у Чангшау                       | 六欲天                                    | Зу Фенг                         | Кина                           |
| Ласте Кабула                         | Les Hirondelles de Kaboul                 | Забоу Бритман, Елеа Гоб Мевелек | Француска                      |

### Ван конкуренције
Следећи филмови су одабрани за приказивање ван конкуренције:
| Наслов                       | Оригинални наслов                | Режисер(и)                   | Земља продукције     |
| ---------------------------- | -------------------------------- | ---------------------------- | -------------------- |
| Прелепа епоха                | Прелепа епоха                    | Николас Бедос                | Француска            |
| Rocketman                    | Rocketman                        | Декстер Флечер               | Уједињено Краљевство |
| Дијего Марадона              | Дијего Марадона                  | Асиф Кападија                | Уједињено Краљевство |
| Најбоље године живота        | Les plus belles années d'une vie | Клод Лелош                   | Француска            |
| Превише стар да би умро млад | Превише стар да би умро млад     | Николас Виндинг Реф          | САД                  |
| Специјалци (затварање)       | Hors normes                      | Оливије Накач, Ерик Толедано | Француска            |
| Поноћне пројекције           |                                  |                              |                      |
| Гангстер, полицајац и Ђаво   | 악인전                           | Ли Вон-те                    | Јужна Кореја         |
| Lux Æterna                   | Lux Æterna                       | Гаспар Ное                   | Француска            |

### Специјалне пројекције
За специјалне пројекције одабрани су следећи филмови:
| Наслов                   | Оригинални наслов                 | Режисер(и)                | Земља продукције     |
| ------------------------ | --------------------------------- | ------------------------- | -------------------- |
| 5B                       | 5B                                | Дан Крос                  | САД                  |
| Chicuarotes              | Chicuarotes                       | Гаел Гарсија Бернал       | Мексико              |
| Кордиљера снова          | La Cordillera de los sueños (ŒdO) | Патрисио Гузман           | Француска, Чиле      |
| Породична романса        | Породична романса                 | Вернер Херцог             | Немачка              |
| За Саму                  | За Саму                           | Вад Ал Катеб, Едвард Вотс | Уједињено Краљевство |
| Лед на ватру             | Лед на ватру                      | Лејла Конерс              | САД                  |
| Que sea ley              | Que sea ley                       | Хуан Солана               | Аргентина            |
| Поделити                 | Поделити                          | Пипа Бјанко               | САД                  |
| Живети и знати да си жив | Être vivant et le savoir          | Ален Кавалије             | Француска            |
| Томасо                   | Томасо                            | Абел Ферара               | Италија              |